# San Lorenzo (Philippines)
Pour les articles homonymes, voir San Lorenzo.
San Lorenzo (officiellement municipalité de San Lorenzo : en hiligaïnon Banwa sang San Lorenzo ; en tagalog : Bayan ng San Lorenzo) est une municipalité de cinquième classe des Philippines, dans la province et île de Guimaras.
Lors du recensement de 2020, sa population s'élève à 29 444 habitants.

## Géographie
San Lorenzo est l'une des cinq municipalités de Guimaras ; c'est une municipalité côtière, située au centre est de l'île de Guimaras, le long du détroit de Guimaras.
D'une superficie totale de 93,04 kilomètres carrés, San Lorenzo est divisée administrativement en 12 barangays (districts) :
- Aguilar
- Cabano (Poblacion)
- Cabungahan
- Constancia
- Gaban
- Igcawayan
- M. Chavez
- San Enrique (Lebas)
- Sapal
- Sebario
- Suclaran
- Tamborong

## Histoire
La municipalité de San Lorenzo a été créée en février 1995, en se détachant de celle de Jordan.
| 1995  | 2000  | 2007  | 2010  | 2015  | 2020  |
| ----- | ----- | ----- | ----- | ----- | ----- |
| 18537 | 20168 | 22319 | 24032 | 26112 | 29444 |